# Deutscher Bücherpreis
Der Deutsche Bücherpreis war ein undotierter Literaturpreis, der von 2002 bis 2004 im Rahmen der Leipziger Buchmesse vom Börsenverein des Deutschen Buchhandels verliehen wurde.
Im September 2004 entschied der Börsenverein, ab Herbst 2005 einen neuen Literaturpreis auf der Frankfurter Buchmesse zu vergeben. Der Deutsche Buchpreis ehrt seitdem den besten deutschsprachigen Roman des Jahres. Auf der Leipziger Buchmesse wird seit dem Frühjahr 2005 der Preis der Leipziger Buchmesse in drei Kategorien  für besonders beachtenswerte Neuerscheinungen vergeben.

## Preisfigur
Die Preisträger erhielten die von Günter Grass gestaltete Trophäe Bücher-Butt. Die Bronze-Plastik ist 35 cm hoch und wiegt rund sechs Kilogramm. Im Werk von Grass steht der Butt für Lebenserfahrung und Weisheit.

## Preisträger

### 2002
- Deutsche Belletristik:  Ulla Hahn, Das verborgene Wort
- Internationale Belletristik: Per Olov Enquist, Der Besuch des Leibarztes
- Biografie/Zeitgeschichte: Günter de Bruyn, Preußens Luise
- Sachbuch: Dietrich Schwanitz, Männer
- Ratgeber: Alfred Biolek und Eckart Witzigmann, Unser Kochbuch
- Kinder- und Jugendbuch: Mirjam Pressler, Malka Mai
- Erfolgreiches Debüt: Juli Zeh, Adler und Engel
- Lebenswerk: Christa Wolf
- Publikumspreis: Joanne K. Rowling, Harry Potter und der Feuerkelch[1][2][3]

### 2003
- Deutsche Belletristik: Doris Dörrie, Das blaue Kleid
- Internationale Belletristik: Ian McEwan, Abbitte
- Biografie/Zeitgeschichte: Peter Merseburger, Willy Brandt 1913–1992
- Sachbuch: Katja Kullmann, Generation Ally
- Ratgeber: Vitali und Wladimir Klitschko, Unser Fitnessbuch
- Kinder- und Jugendbuch: Paul Maar, Sams in Gefahr
- Erfolgreiches Debüt: Zsuzsa Bánk, Der Schwimmer
- Lebenswerk: Peter Härtling
- Publikumspreis: Henning Mankell, Die Rückkehr des Tanzlehrers[4]

### 2004
- Belletristik: Yann Martel, Schiffbruch mit Tiger
- Sachbuch: Michael Moore, Stupid White Men
- Kinder- und Jugendbuch: Eoin Colfer, Artemis Fowl – Der Geheimcode
- Erfolgreiches Debüt: Yadé Kara, Selam Berlin
- Lebenswerk: Mirjam Pressler
- Publikumspreis: Éric-Emmanuel Schmitt, Monsieur Ibrahim und die Blumen des Koran[5]